# قرمص
قرمص (به عربی: قرمص) یک روستا در سوریه است که در ناحیه عوج واقع شده‌است. قرمص ۵٬۳۳۱ نفر جمعیت دارد.